# Двіниця
Двіни́ця (рос. Двиница) — селище у складі Міжріченського району Вологодської області, Росія. Входить до складу Сухонського сільського поселення.

## Населення
Населення — 1 особа (2010; 9 у 2002).
Національний склад (станом на 2002 рік):
- росіяни — 100 %